# ボルゲーゼ家

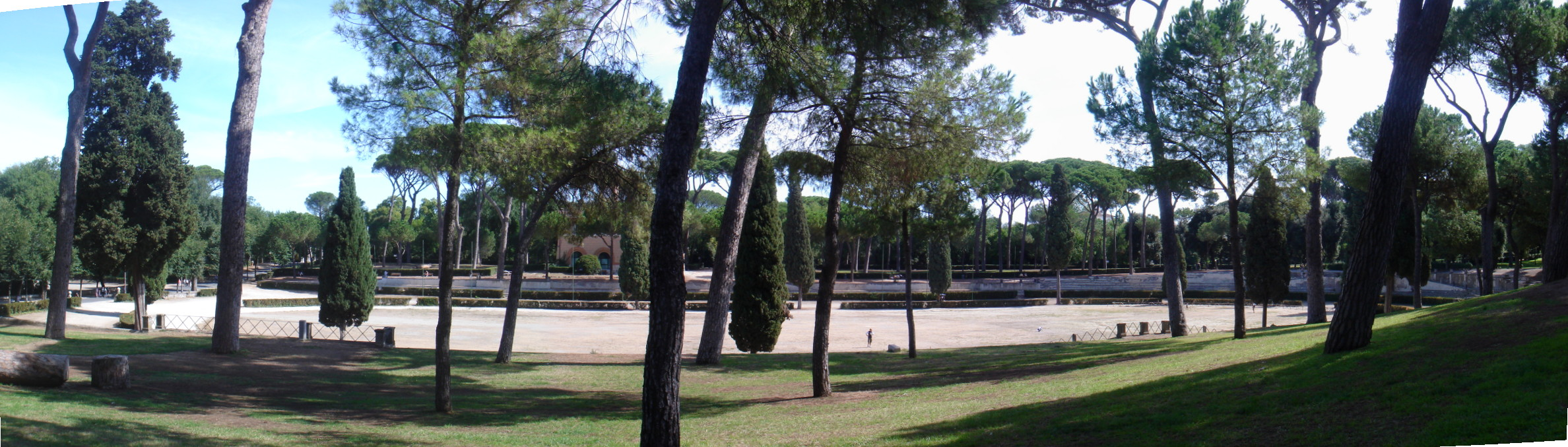
ボルゲーゼ公園のシエーナ広場

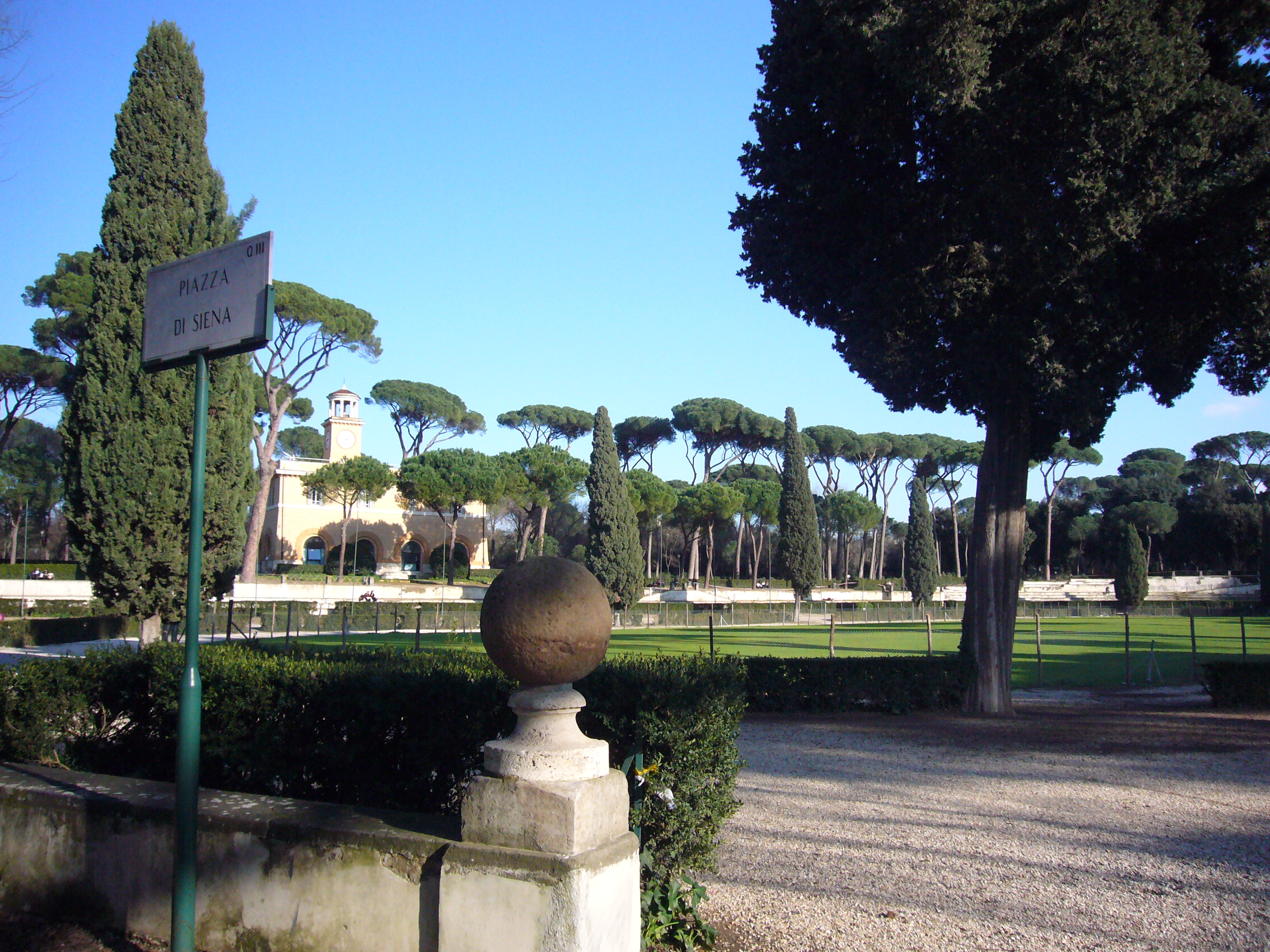
ボルゲーゼ公園のシエーナ広場

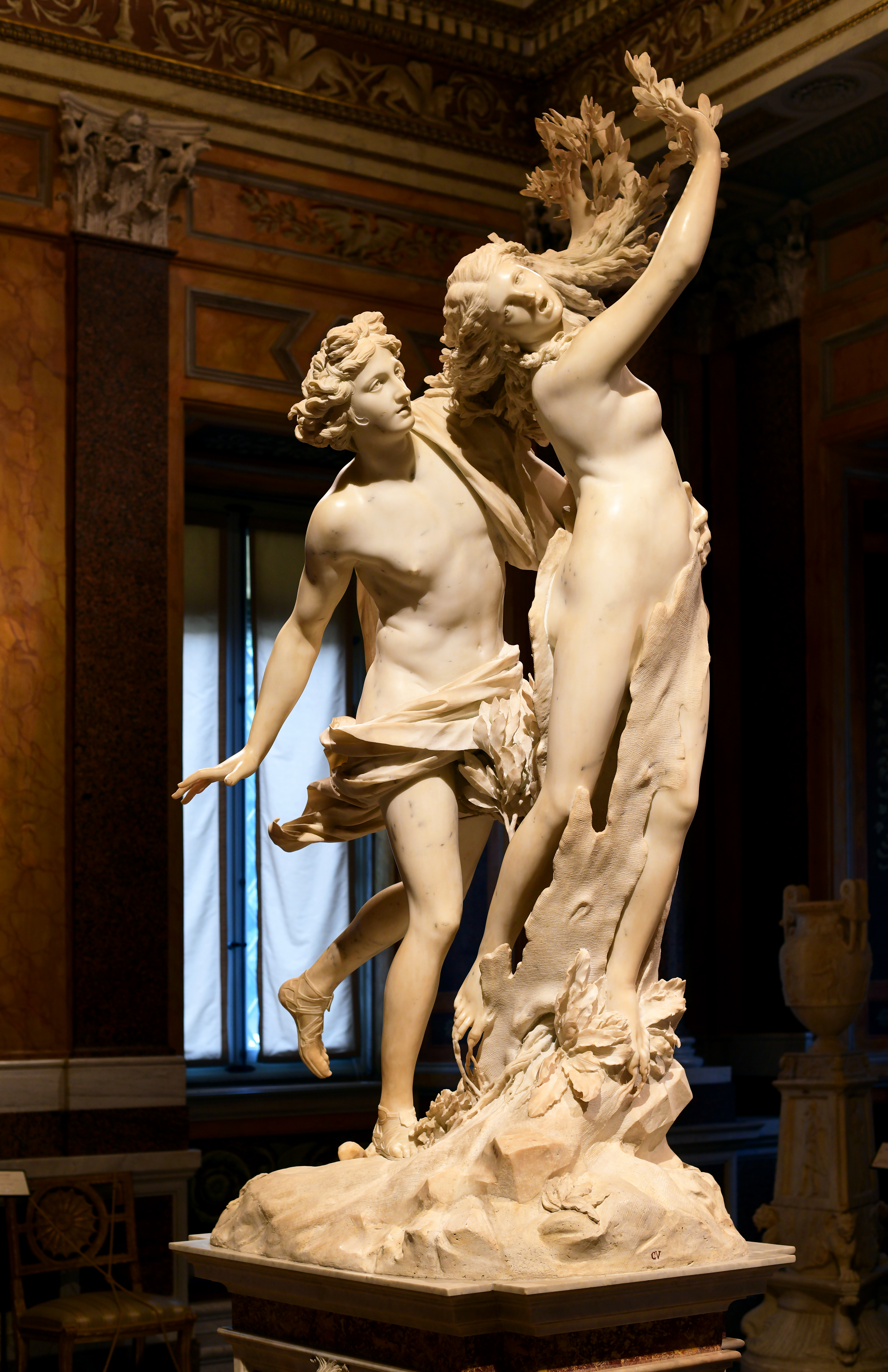
《アポロとダフネ》ボルゲーゼ美術館蔵

ボルゲーゼ家（英語:Borghese)は、イタリアの貴族で、シエナ出身のローマ貴族の家系である。 

## シエナのボルゲーゼ家

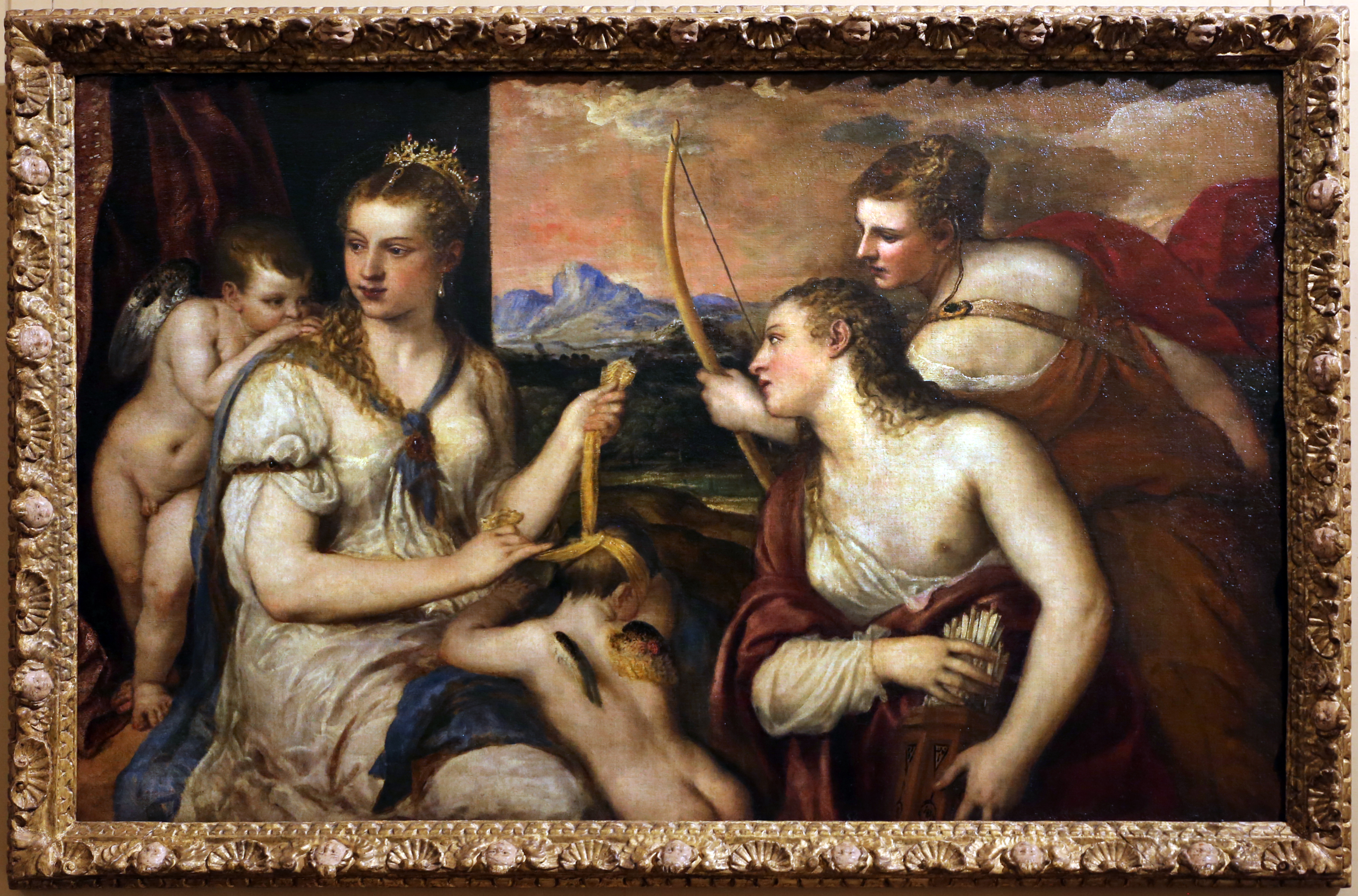
ティツィアーノ・ヴェチェッリオの『キューピッドに目隠しをするヴィーナス』(ボルゲーゼ美術館)

ボルゲーゼ家は1238年に創始された。13世紀以来、外交官、法学者を輩出してシエナで著名となった。

## ローマのボルゲーゼ家
16世紀のマルカントニオ (1504～74) の代にローマに移住。そのマルカントニオの子カミッロ (1552-1621) が、教皇パウルス5世に選ばれてからは、隆盛を誇った。
- スキピオーネ（シピオーネ）・ボルゲーゼ (1576-1633) は、パウルス5世の甥で、ネポティズム(縁故主義)によって枢機卿に任命された[1]。スキピオーネは1605年にローマの80ヘクタールのブドウ畑にボルゲーゼ公園を建設した。スキピオーネは教皇庁の要職を占めながら、芸術家を保護し、絵画彫刻のコレクションに努めた[1]。スキピオーネは、1608年にティツィアーノ・ヴェチェッリオの『キューピッドに目隠しをするヴィーナス』を取得し、彫刻家ジャン・ロレンツォ・ベルニーニに『アポロンとダフネ』制作を依頼し、1625年にボルゲーゼ公園に展示された。画家グイド・レーニのパトロンでもあった。ボルゲーゼ家の縁故主義は教会の内外から批判され、1692年、教皇インノケンティウス12世によって禁止された。

- マルカントニオ2世 (1598-1658) は、カミッロのもう1人の甥で、スペイン王フェリペ3世からスルモナ侯の称号を与えられ，またローマの名門貴族オルシーニ家の娘と結婚して広大な領地を得た[1]。
- マルカントニオ3世 (60-1729) はナポリ副王の地位を得た[1]。
- マルカントニオ4世・ボルゲーゼ (1830～1809) は、美術愛好者として知られる[1]。
- マルカントニオ4世の子カミッロ・フィリッポ・ボルゲーゼ (1775～1832) は、ナポレオン1世の妹ポーリーヌ・ボナパルトと結婚し、ナポレオン体制下でピエモンテ総督となった[1]。カミッロ・フィリッポはボルゲーゼ・コレクションを売りに出し、これを入手したルーヴル美術館の所蔵品は充実した。ナポレオンが失脚するとポーリーヌと離婚して隠遁した。
- ユニオ・ヴァレリオ・ボルゲーゼ - イタリア海軍軍人、ファシスト。

## 美術品コレクション
ボルゲーゼ家の歴代美術品コレクションは現在ローマのボルゲーゼ美術館で公開されている。
アントニオ・カノーヴァの彫刻Paolina Borghese（パオリーナ・ボルゲーゼ)などが収蔵されている。